# Gamergate-Kontroverse
GamerGate-Kontroverse bezeichnet eine Online-Belästigungskampagne, die im Jahr 2014 unter dem Hashtag #GamerGate begann und die als Ausdruck eines Online-Kulturkampfes um Fragen von Sexismus in der Videospielbranche gesehen wird.

## Ablauf
Auslöser war ein Vorfall um die in der Spieleentwicklung tätige Person Zoë Quinn – Quinn ist nichtbinär und bevorzugt eine geschlechtsneutrale Ansprache. Im August 2014 veröffentlichte Eron Gjoni, ein Ex-Freund von Quinn, einen längeren Blogbeitrag über seine Beziehung zu Quinn. Er behauptete darin, der Computerspiele-Journalist Nathan Grayson vom Online-Magazin Kotaku, mit dem Quinn eine kurze Affäre hatte, habe über das von Quinn entwickelte Spiel Depression Quest eine positive Kritik veröffentlicht, ohne die Beziehung zu Quinn offenzulegen. Später zeigte sich, dass Grayson Quinn nur ein einziges Mal in einem Text kurz erwähnt hatte, und zwar nicht während ihrer Beziehung und auch nicht im Gamebereich. Diese Anschuldigungen lösten die GamerGate-Kontroverse aus.
Zu den Belästigungskampagnen gegen Quinn und andere gehörten Doxing, Vergewaltigungs- und Morddrohungen. Durch E-Mail-Kampagnen wurden Firmen wie Intel (die sich im Nachhinein dafür entschuldigten) dazu gebracht, keine Werbung auf Seiten, die die Gamergate-Kampagne kritisiert hatten, zu schalten. Der zugehörige Hashtag wurde vom Schauspieler Adam Baldwin initiiert und auf der rechtsextremen Website Breitbart vorgestellt. In der Folge wurden aber auch weitere, vor allem feministische und queere Spieleentwicklerinnen, Wissenschaftlerinnen und Journalistinnen zum Gegenstand der Kampagne, so zum Beispiel die Bloggerin Anita Sarkeesian, die eine Videoserie über Frauen in Computerspielen veröffentlicht hatte und die wie Quinn durch die Attacken und Drohungen gezwungen war, die eigene Wohnung zu verlassen. Ein von Sarkeesian geplanter Vortrag an der Utah State University wurde nach der Androhung eines Attentats abgesagt. Als „Hauptquartiere“ der GamerGate-Bewegung wurden Foren wie 4chan und reddit bezeichnet, aber auch auf Twitter und YouTube gab es entsprechende Kampagnen. Nachdem 4chan begann, Gamergate-Inhalte strikter zu moderieren und zu löschen, wichen viele Nutzer auf Plattformen wie 8chan aus. Weil es höchstens eine lose Organisationsstruktur gab, sind Aussagen über die jeweiligen Motive und die Zusammensetzung der Beteiligten, die auch als GamerGater bezeichnet werden, schwer zu treffen. Um Vorwürfe des Sexismus und der Misogynie abzuwehren, starteten 4chan-Benutzer den Hashtag #NotYourShield. Viele der Beiträge mit diesem Hashtag, die den Eindruck erweckten von marginalisierten Gruppen zu stammen, wurden laut Recherchen von Ars Technica allerdings mit Hilfe von Sockenpuppen-Accounts und aus dem Internet gefundenen, falschen Profilbildern verbreitet.
Als Reaktion auf die Belästigungskampagne der Gamergater solidarisierten sich auf der anderen Seite zahlreiche prominente männliche Gamer (wie Adam Sessler und Tim Schafer) mit Frauen und anderen marginalisierten Gruppen in der Gamer-Szene. Sie veröffentlichen ein Video, das die Benachteiligungen dieser Gruppen aufgriff, von denen sie als Männer verschont geblieben seien.

## Deutungen
Auch wenn in der Kampagne involvierte Akteure stets betonten, dass es ihnen um „Ethik im Computerspielejournalismus“ ging, wird die Kampagne von Wissenschaftlern und Experten vor allem als Belästigungskampagne wahrgenommen. Wegen des Fokus auf Frauen wurde die Kampagne zudem als misogyn und sexistisch eingestuft, und es wurden Überschneidungen zu Gruppen der sogenannten Manosphere aufgezeigt. GamerGate wurde als Ausdruck eines Kulturkampfes gedeutet und in den Kontext eines allgemeinen Anti-Genderismus eingeordnet, der als das verbindende Element der Neuen Rechten gesehen wird. Jessica O’Donnell verweist auch darauf, dass Sexismus und Antifeminismus in der Spiele-Industrie und Gaming-Communities bereits vor dem Beginn von Gamergate kritisiert wurden.
In The New Republic sah Vlad Chituc auf der einen Seite des Kampfes Befürworter uneingeschränkter Meinungsfreiheit und auf der anderen Seite eine Gruppe, der der Schutz Marginalisierter besonders wichtig sei. In der Washington Post sah Caitlyn Dewey „auf einer Seite unabhängige Spielemacher und -kritiker, darunter viele Frauen, die sich für mehr Inklusivität im Gaming einsetzen. Auf der anderen Seite findet sich eine bunte Mischung hasserfüllter Schwarzseher: Misogynisten, Antifeministen, Trolle, Menschen, die sich von der linken und/oder korrupten Presse manipuliert fühlen, und Traditionalisten, die nur wollen, dass sich ihre Spiele nicht ändern“.
Neben vielen Gamergatern, die durchaus in einer finanziell und sozial privilegierten Position gegenüber den attackierten Personen seien, sieht Mortensen in der Bewegung aber auch einige arbeitslose sehr junge Menschen mit vergleichsweise geringen Bildungsabschlüssen oder sozialen Problemen, die die zunehmende Inklusion von Frauen in der Videospielszene möglicherweise als Bedrohung für „die einzige Sache, die ihnen wertvoll ist,“ gesehen hätten. Auch der Kriminologe Michael Salter sieht in GamerGate und den damit einhergehenden Attacken gegen Frauen einen Versuch, eine Technik-Männlichkeit, also einen Fokus auf Technologie und Computer zu bewahren, die viele Jungen und Männer gepflegt hätten, um mit Unsicherheiten und Ambiguitäten umzugehen, die eigentlich aus tieferliegenden politischen Problemen stammten.

## Auswirkungen
Laut Michael Salter hat GamerGate zu einer „Kultur der Angst“ geführt, von der vor allem Frauen im Bereich Gaming, aber auch auf Social Media generell betroffen seien. Simon Strick sieht in GamerGate den Wandel eines Feindbildes: Zuvor seien innerhalb der Community vor allem Konservative als Bedrohung für Gamingkultur wahrgenommen worden, mit Gamergate sei „die Plattform YouTube, deren Nutzer*innen vorher weitgehend antikonservativ waren, hegemonial antifeministisch [geworden]“.  GamerGate wird als wichtiger Faktor in der Entstehung der Alt-Right gesehen. Parallelen werden nicht nur in Bezug auf die demographische Zusammensetzung (primär bestehend aus jungen, weißen Männern) wahrgenommen, sondern auch in Bezug auf die Rhetorik, die sich z. B. bei beiden Bewegungen gegen sogenannte Snowflakes oder Social Justice Warriors richtete. An der GamerGate-Kampagne waren zudem für die Alt-Right wichtige Akteure wie Milo Yiannopoulos und die Website Breitbart maßgeblich beteiligt. Patrik Hermansson et al. stellen fest, GamerGate habe geholfen, „die rhetorischen Strategien zu formen, in denen auf beleidigende Weise Vorurteile über Minderheiten und sowohl linke als auch rechte Gegner verbreitet werden und diese lächerlich gemacht werden“ und habe zudem auch die Taktik geformt, über Social Media Fehlinformationen zu verbreiten und Medien zu manipulieren. Die Kampagne habe außerdem dazu beigetragen, junge Männer für antifeministische Bewegungen innerhalb der Manosphere zu gewinnen. Auch während GamerGate zur Anwendung gekommene Taktiken wie Doxing, Trolling und offene Gewaltandrohungen fanden im Anschluss Eingang in das Repertoire rechtsextremistischer Bewegungen. Im deutschsprachigen Raum versucht die AfD an die GamerGate-Rhetorik anzuknüpfen.